# Laura Spinadel
Laura Spinadel   (Buenos Aires, 1958) Laura Patricia Spinadel és una arquitecta argentina que viu a Viena des de fa més de 20 anys. Premiada internacionalment, és titular de l'estudi BUSarchitektur i autora del pla mestre del Campus WU de la Universitat d'Economia de Viena.

## Biografia
Trajectòria
Es va graduar com a arquitecta amb medalla d'or a la Universitat de Buenos Aires el 1982 i ha destacat en la professió des de llavors. La seva primera incursió professional va ser formar part de l'equip urbà de l'International Building Exhibition Berlin 1983-1984. Ha estat directora de Relacions Internacionals i Cooperacions FADU entre els anys 1986 i 1991 i professora d'Estratègies Urbanes, en la mateixa facultat entre 1986 i 1990.
L'any 1986 va fundar amb l'arquitecte Claudio J. Blazica BUSarchitektur, estudi d'arquitectura que va seguir dirigint en solitari després de la defunció del seu soci i company en el 2002. El 2004 va fundar BOA büro für offensive aleatorik conjuntament amb Hubert Marz, un taller de recerca i experimentació en comunicació visual i multimèdia. El 2008 va integrar els seus dos joves socis Bernd Pflüger i Jean Pierre Bolívar a BUSarchitektur.

## Premis
Ha estat guardonada el 2015 amb el Premi d'Arquitectura de la Ciutat de Viena per la seva trajectòria professional. Aquest mateix any va rebre també el Doctorat Acadèmic Honoris causa de la Transacadèmia Institut Universal de les Nacions.
El 2014 va rebre l'Anell d'Honor d'Or de la Universitat d'Economia de Viena pel pla mestre del Campus WU. Per aquesta obra va ser nominada al Premi Mies van der Rohe 2015, es va adjudicar el Premi CICA del Comitè Internacional de Crítics de l'Arquitectura en el Rubro Urbanisme i va guanyar el Premi Ernst A. Plischke. L'any 2014 va ser nominada per la Ciutat de Viena pel JC Nichols Prize for Visionaries in Urban Development.
La seva obra Compact City va ser nominada l'any 2004 per al Premi Nacional d'Arquitectura en el Rubro Indústria i Comerç i guardonada amb el Premi Internacional d'Urbanisme Otto Wagner AZW-PSK el 1998.
El seu projecte Masterplan per al barri d'Escorxadors a Buenos Aires va ser distingit amb el Premi per al Foment de les Tendències Experimentals en l'Arquitectura del Ministeri de Cultura d'Àustria el 1989.

## La seva obra
Entre els seus nombrosos projectes resulta especialment interessant el de Compact City (1995-2002), originàriament denominat HomeworkersXXI per la seva aportació a la reflexió de la densitat i la mescla de funcions necessàries per a construir ciutats. Es tracta d'un valuós cas de superposició i mescla d'usos en una illa plurifuncional, amb habitatges, comerços, tallers, oficines, un supermercat i magatzems, restaurants, aparcaments i equipaments com una guarderia. Amb un laboriós procés de projecte i gestió ha aconseguit realitzar una illa urbana, en la qual se superposen diferents usos configurant un sistema d'espais públics, accessos, marquesines i passarel·les. D'aquesta manera, genera una diversitat i complexitat necessària per la seva localització perifèrica llunyana del centre de la ciutat, i evita la reproducció de barris monofuncionals. Aquests mateixos conceptes són explorats en el Conjunt Hoffmann geht spazieren (2002).
Laura P. Spinadel practica una arquitectura marcada per l'aproximació holística que cada vegada es fa més present en les obres. Aquesta concepció holística de projectes en diàleg està present en una obra emblemàtica en la seva trajectòria en el Campus WU (Campus de la Universitat d'Economia de Viena, 2008-2015) en què després de guanyar per concurs amb la seva proposta de Màster Pla, va realitzar el projecte de l'edifici d'estudiants i centre d'auditoris, així com el paisatgisme i l'estacionament.